# Омар Муньєс
Омар Муньєс (ісп. Omar Núñez, 12 грудня 1983) — нікарагуанський плавець.
Учасник Олімпійських Ігор 2008, 2012 років.